# Liga Nacional Aficionada Maltesa
La Liga Nacional Aficionada Maltesa, llamada BOV Amateur League por razones de patrocinio, es la tercera división de fútbol de Malta fundada en 2020 luego de que se fusionaran la Segunda División de Malta con la Tercera División de Malta justo antes de la aparición de la Pandemia de Covid-19.

## Formato
La liga está dividida en dos grupos de 11 equipos en la que solo se enfrentan los equipos de cada grupo entre sí, en donde el vencedor de cada grupo logra el ascenso a la Challenge League Maltesa, más un equipo proveniente de un playoff.
El Luqa St. Andrew's FC fue en campeón de la temporada inaugural y logró el ascenso junto al Melita FC y el Mgarr United.

## Equipos 2024/25
Estos son los 16 equipos que participarán en la temporada 2024/25:
| Equipo                 | Ciudad     |
| ---------------------- | ---------- |
| Attard                 | Attard     |
| Birzebbuga St. Peter's | Birzebbuga |
| Gharghur               | Gharghur   |
| Kirkop United          | Kirkop     |
| Luqa St. Andrew's      | Luqa       |
| Marsaskala             | Marsaskala |
| Mellieħa               | Mellieħa   |
| Msida Saint-Joseph     | Msida      |
| Pembroke Athleta       | Pembroke   |
| Qormi                  | Qormi      |
| Qrendi                 | Qrendi     |
| Rabat Ajax             | Rabat      |
| San Ġwann              | San Ġwann  |
| Vittoriosa Stars       | Birgu      |
| Xgħajra Tornados       | Xghajra    |
| Żejtun Corinthians     | Zejtun     |

## Ediciones anteriores
- 2020/21: Luqa St. Andrew's FC
- 2021/22: Zurrieq FC[7]